# Macrojoppa nigra
Macrojoppa nigra är en stekelart som beskrevs av Szepligeti 1900. Macrojoppa nigra ingår i släktet Macrojoppa och familjen brokparasitsteklar. Inga underarter finns listade i Catalogue of Life.